# Lista nagród i nominacji Katarzyny Nosowskiej
Lista nagród i nominacji Katarzyny Nosowskiej – zestawienie nagród i nominacji otrzymanych przez polską piosenkarkę, autorkę tekstów, kompozytorkę, pisarkę, felietonistkę i prezenterkę radiową Katarzynę Nosowską, występującą też jako Nosowska. Uwzględnione są wyróżnienia indywidualne i jako część zespołów: Hey, Yugoton i Męskie Granie Orkiestra 2019.
Według poniższej listy Nosowska zdobyła łącznie 87 nagród ze 177 nominacji. Jest laureatką 34 Fryderyków, nagród muzycznych przyznawanych przez Związek Producentów Audio-Video, co jest najwyższym wynikiem spośród wszystkich osób w historii plebiscytu. Za role aktorskie w swoich teledyskach otrzymała trzy nagrody na Festiwalu Polskich Wideoklipów Yach Film. Za sprzedaż książek zdobyła trzy Bestsellery Empiku. Otrzymała nagrody na festiwalach muzycznych, w tym na festiwalu w Jarocinie, Krajowym Festiwalu Piosenki Polskiej w Opolu, Sopot Festivalu, TOPtrendy i Polsat SuperHit Festiwalu. W wyniku głosowania publiczności zdobyła Eska Music Award i Złotego Dzioba. Ponadto jest laureatką między innymi dwóch Paszportów „Polityki”, Mateusza, Fenomenu „Przekroju” oraz Dorocznej Nagrody Ministra Kultury i Dziedzictwa Narodowego. Była także nominowana do Europejskich Nagród Muzycznych MTV i Superjedynek.

## Lista
| Plebiscyt / festiwal                                       | Rok  | Kategoria / nagroda                                            | Nominowana twórczość / osoby                       | Rezultat    | Źr.           |
| ---------------------------------------------------------- | ---- | -------------------------------------------------------------- | -------------------------------------------------- | ----------- | ------------- |
| Bestsellery Empiku                                         | 2010 | Artysta polski                                                 | Miłość! Uwaga! Ratunku! Pomocy!                    | Nominacja   | [ 2 ]         |
| Bestsellery Empiku                                         | 2018 | Wydarzenie                                                     | 25 lat Hey i Fayrant Tour                          | Nominacja   | [ 3 ]         |
| Bestsellery Empiku                                         | 2019 | Literatura polska                                              | A ja żem jej powiedziała…                          | Wygrana     | [ 4 ]         |
| Bestsellery Empiku                                         | 2019 | Wydarzenie roku                                                | Multimedialna Nosowska                             | Nominacja   | [ 4 ]         |
| Bestsellery Empiku                                         | 2021 | Literatura piękna                                              | Powrót z Bambuko                                   | Wygrana     | [ 5 ]         |
| Bestsellery Empiku                                         | 2024 | Literatura piękna                                              | Nie mylić z miłością                               | Wygrana     | [ 6 ]         |
| Bestsellery Empiku                                         | 2024 | Pisarz/pisarka roku                                            | Katarzyna Nosowska                                 | Nominacja   | [ 6 ]         |
| Bizneswoman Roku                                           | 2019 | Inspiratorka Roku                                              | Katarzyna Nosowska                                 | Wygrana     | [ 7 ]         |
| Doroczna Nagroda Ministra Kultury i Dziedzictwa Narodowego | 2011 | Muzyka                                                         | Katarzyna Nosowska                                 | Wygrana     | [ 8 ]         |
| Elle Style Awards                                          | 2006 | Najlepszy muzyk                                                | Katarzyna Nosowska                                 | Wygrana     | [ 9 ]         |
| Eska Music Awards                                          | 2007 | Rockowy hit roku                                               | „Całą noc”                                         | Nominacja   | [ 10 ]        |
| Eska Music Awards                                          | 2008 | Rockowy album roku                                             | MTV Unplugged                                      | Wygrana     | [ 11 ]        |
| Europejskie Nagrody Muzyczne MTV                           | 2006 | Najlepszy polski wykonawca                                     | Hey                                                | Nominacja   | [ 12 ]        |
| Europejskie Nagrody Muzyczne MTV                           | 2007 | Najlepszy polski wykonawca                                     | Katarzyna Nosowska                                 | Nominacja   | [ 13 ]        |
| Europejskie Nagrody Muzyczne MTV                           | 2008 | Najlepszy polski wykonawca                                     | Hey                                                | Nominacja   | [ 14 ]        |
| Europejskie Nagrody Muzyczne MTV                           | 2010 | Najlepszy polski wykonawca                                     | Hey                                                | Nominacja   | [ 15 ]        |
| Europejskie Nagrody Muzyczne MTV                           | 2023 | Najlepszy polski wykonawca                                     | Katarzyna Nosowska                                 | Nominacja   | [ 16 ]        |
| Fenomeny „Przekroju”                                       | 2008 |                                                                | Katarzyna Nosowska                                 | Wygrana     | [ 17 ]        |
| Festiwal w Jarocinie                                       | 1992 | II nagroda dziennikarzy                                        | Hey                                                | Wygrana     | [ 18 ]        |
| Fryderyki                                                  | 1995 | Najlepsza wokalistka                                           | Katarzyna Nosowska                                 | Nominacja   | [ 19 ]        |
| Fryderyki                                                  | 1995 | Najlepsza grupa                                                | Hey                                                | Wygrana     | [ 19 ]        |
| Fryderyki                                                  | 1995 | Album roku rock/pop                                            | Ho!                                                | Nominacja   | [ 19 ]        |
| Fryderyki                                                  | 1995 | Koncert roku                                                   | koncert w Spodku                                   | Wygrana     | [ 19 ]        |
| Fryderyki                                                  | 1995 | Wydarzenie roku                                                | trasa koncertowa promująca Ho!                     | Nominacja   | [ 19 ]        |
| Fryderyki                                                  | 1996 | Autor roku                                                     | Katarzyna Nosowska                                 | Nominacja   | [ 20 ]        |
| Fryderyki                                                  | 1996 | Zespół roku                                                    | Hey                                                | Nominacja   | [ 20 ]        |
| Fryderyki                                                  | 1996 | Album roku – rock                                              | ?                                                  | Nominacja   | [ 20 ]        |
| Fryderyki                                                  | 1997 | Wokalistka roku                                                | Katarzyna Nosowska                                 | Nominacja   | [ 21 ]        |
| Fryderyki                                                  | 1997 | Autor roku                                                     | Katarzyna Nosowska                                 | Wygrana     | [ 21 ]        |
| Fryderyki                                                  | 1997 | Album roku – rock                                              | puk.puk                                            | Nominacja   | [ 21 ]        |
| Fryderyki                                                  | 1997 | Album roku – muzyka alternatywna                               | puk.puk                                            | Wygrana     | [ 21 ]        |
| Fryderyki                                                  | 1999 | Wokalistka roku                                                | Katarzyna Nosowska                                 | Nominacja   | [ 22 ]        |
| Fryderyki                                                  | 1999 | Album roku – muzyka alternatywna                               | Milena                                             | Nominacja   | [ 22 ]        |
| Fryderyki                                                  | 2000 | Wokalistka roku                                                | Katarzyna Nosowska                                 | Nominacja   | [ 23 ]        |
| Fryderyki                                                  | 2000 | Album roku – rock                                              | Hey                                                | Nominacja   | [ 23 ]        |
| Fryderyki                                                  | 2001 | Wokalistka roku                                                | Katarzyna Nosowska                                 | Nominacja   | [ 24 ]        |
| Fryderyki                                                  | 2001 | Autor roku                                                     | Katarzyna Nosowska                                 | Wygrana     | [ 24 ]        |
| Fryderyki                                                  | 2001 | Album roku – muzyka alternatywna                               | Sushi                                              | Wygrana     | [ 24 ]        |
| Fryderyki                                                  | 2002 | Wokalistka roku                                                | Katarzyna Nosowska                                 | Nominacja   | [ 25 ]        |
| Fryderyki                                                  | 2002 | Autor roku                                                     | Katarzyna Nosowska                                 | Nominacja   | [ 25 ]        |
| Fryderyki                                                  | 2002 | Grupa roku                                                     | Hey                                                | Nominacja   | [ 25 ]        |
| Fryderyki                                                  | 2002 | Piosenka roku                                                  | „Cisza, ja i czas”                                 | Nominacja   | [ 25 ]        |
| Fryderyki                                                  | 2002 | Album roku – rock                                              | [sic!]                                             | Wygrana     | [ 25 ]        |
| Fryderyki                                                  | 2002 | Album roku – rock                                              | Yugoton                                            | Nominacja   | [ 25 ]        |
| Fryderyki                                                  | 2003 | Wokalistka roku                                                | Katarzyna Nosowska                                 | Nominacja   | [ 26 ]        |
| Fryderyki                                                  | 2003 | Autor roku                                                     | Katarzyna Nosowska                                 | Nominacja   | [ 26 ]        |
| Fryderyki                                                  | 2004 | Wokalistka roku                                                | Katarzyna Nosowska                                 | Nominacja   | [ 27 ]        |
| Fryderyki                                                  | 2004 | Autor roku                                                     | Katarzyna Nosowska                                 | Nominacja   | [ 27 ]        |
| Fryderyki                                                  | 2004 | Grupa roku                                                     | Hey                                                | Nominacja   | [ 27 ]        |
| Fryderyki                                                  | 2004 | Album roku rock                                                | Music Music                                        | Wygrana     | [ 27 ]        |
| Fryderyki                                                  | 2004 | Album roku rock                                                | Koncertowy                                         | Nominacja   | [ 27 ]        |
| Fryderyki                                                  | 2004 | Produkcja muzyczna roku                                        | „Muka!”                                            | Nominacja   | [ 27 ]        |
| Fryderyki                                                  | 2006 | Wokalistka roku                                                | Katarzyna Nosowska                                 | Wygrana     | [ 28 ]        |
| Fryderyki                                                  | 2006 | Autor roku                                                     | Katarzyna Nosowska                                 | Wygrana     | [ 28 ]        |
| Fryderyki                                                  | 2006 | Grupa roku                                                     | Hey                                                | Wygrana     | [ 28 ]        |
| Fryderyki                                                  | 2006 | Piosenka roku                                                  | „Mimo wszystko”                                    | Nominacja   | [ 28 ]        |
| Fryderyki                                                  | 2006 | Videoklip roku                                                 | „Mimo wszystko”                                    | Nominacja   | [ 28 ]        |
| Fryderyki                                                  | 2006 | Album roku rock / metal                                        | Echosystem                                         | Wygrana     | [ 28 ]        |
| Fryderyki                                                  | 2006 | Wydawnictwo specjalne – najlepsza oprawa graficzna             | Echosystem                                         | Wygrana     | [ 28 ]        |
| Fryderyki                                                  | 2007 | Wokalistka roku                                                | Katarzyna Nosowska                                 | Nominacja   | [ 29 ]        |
| Fryderyki                                                  | 2007 | Autor roku                                                     | Katarzyna Nosowska                                 | Wygrana     | [ 29 ]        |
| Fryderyki                                                  | 2008 | Wokalistka roku                                                | Katarzyna Nosowska                                 | Wygrana     | [ 30 ]        |
| Fryderyki                                                  | 2008 | Kompozytor roku                                                | Katarzyna Nosowska                                 | Nominacja   | [ 30 ]        |
| Fryderyki                                                  | 2008 | Autor roku                                                     | Katarzyna Nosowska                                 | Wygrana     | [ 30 ]        |
| Fryderyki                                                  | 2008 | Grupa roku                                                     | Hey                                                | Nominacja   | [ 30 ]        |
| Fryderyki                                                  | 2008 | Piosenka roku                                                  | „Era retuszera”                                    | Wygrana     | [ 30 ]        |
| Fryderyki                                                  | 2008 | Videoklip roku                                                 | „Era retuszera”                                    | Wygrana     | [ 30 ]        |
| Fryderyki                                                  | 2008 | Produkcja muzyczna roku                                        | „Era retuszera”                                    | Nominacja   | [ 30 ]        |
| Fryderyki                                                  | 2008 | Piosenka roku                                                  | „[sic!]” (wersja z MTV Unplugged)                  | Nominacja   | [ 30 ]        |
| Fryderyki                                                  | 2008 | Album roku muzyka alternatywna                                 | UniSexBlues                                        | Wygrana     | [ 30 ]        |
| Fryderyki                                                  | 2008 | Produkcja muzyczna roku                                        | UniSexBlues                                        | Nominacja   | [ 30 ]        |
| Fryderyki                                                  | 2008 | Wydawnictwo specjalne – najlepsza oprawa graficzna             | UniSexBlues                                        | Nominacja   | [ 30 ]        |
| Fryderyki                                                  | 2008 | Album roku rock / metal                                        | MTV Unplugged                                      | Wygrana     | [ 30 ]        |
| Fryderyki                                                  | 2008 | Produkcja muzyczna roku                                        | MTV Unplugged                                      | Wygrana     | [ 30 ]        |
| Fryderyki                                                  | 2008 | Wydawnictwo specjalne – najlepsza oprawa graficzna             | MTV Unplugged                                      | Wygrana     | [ 30 ]        |
| Fryderyki                                                  | 2009 | Wokalistka roku                                                | Katarzyna Nosowska                                 | Wygrana     | [ 31 ]        |
| Fryderyki                                                  | 2009 | Piosenka roku                                                  | „Kto tam u ciebie jest?”                           | Nominacja   | [ 31 ]        |
| Fryderyki                                                  | 2009 | Album roku piosenka poetycka                                   | Osiecka                                            | Wygrana     | [ 31 ]        |
| Fryderyki                                                  | 2009 | Wydawnictwo specjalne – najlepsza oprawa graficzna             | Osiecka                                            | Nominacja   | [ 31 ]        |
| Fryderyki                                                  | 2010 | Wokalistka roku                                                | Katarzyna Nosowska                                 | Nominacja   | [ 32 ]        |
| Fryderyki                                                  | 2010 | Autor roku                                                     | Katarzyna Nosowska                                 | Wygrana     | [ 32 ]        |
| Fryderyki                                                  | 2010 | Kompozytor roku                                                | Katarzyna Nosowska i Paweł Krawczyk                | Nominacja   | [ 32 ]        |
| Fryderyki                                                  | 2010 | Grupa roku                                                     | Hey                                                | Wygrana     | [ 32 ]        |
| Fryderyki                                                  | 2010 | Piosenka roku                                                  | „Kto tam? Kto jest w środku?”                      | Wygrana     | [ 32 ]        |
| Fryderyki                                                  | 2010 | Videoklip roku                                                 | „Kto tam? Kto jest w środku?”                      | Nominacja   | [ 32 ]        |
| Fryderyki                                                  | 2010 | Produkcja muzyczna roku                                        | „Kto tam? Kto jest w środku?”                      | Nominacja   | [ 32 ]        |
| Fryderyki                                                  | 2010 | Album roku rock                                                | Miłość! Uwaga! Ratunku! Pomocy!                    | Wygrana     | [ 32 ]        |
| Fryderyki                                                  | 2010 | Produkcja muzyczna roku                                        | Miłość! Uwaga! Ratunku! Pomocy!                    | Wygrana     | [ 32 ]        |
| Fryderyki                                                  | 2010 | Wydawnictwo specjalne – najlepsza oprawa graficzna             | Miłość! Uwaga! Ratunku! Pomocy!                    | Wygrana     | [ 32 ]        |
| Fryderyki                                                  | 2012 | Wokalistka roku                                                | Katarzyna Nosowska                                 | Nominacja   | [ 33 ]        |
| Fryderyki                                                  | 2012 | Autor roku                                                     | Katarzyna Nosowska                                 | Wygrana     | [ 33 ]        |
| Fryderyki                                                  | 2012 | Piosenka roku                                                  | „Nomada”                                           | Nominacja   | [ 33 ]        |
| Fryderyki                                                  | 2012 | Album roku muzyka alternatywna                                 | 8                                                  | Nominacja   | [ 33 ]        |
| Fryderyki                                                  | 2012 | Produkcja muzyczna roku                                        | 8                                                  | Nominacja   | [ 33 ]        |
| Fryderyki                                                  | 2012 | Najlepsza oprawa graficzna albumu                              | 8                                                  | Wygrana     | [ 33 ]        |
| Fryderyki                                                  | 2013 | Artysta roku                                                   | Hey                                                | Nominacja   | [ 34 ]        |
| Fryderyki                                                  | 2013 | Album roku                                                     | Do rycerzy, do szlachty, doo mieszczan             | Nominacja   | [ 34 ]        |
| Fryderyki                                                  | 2017 | Utwór roku                                                     | „Prędko, prędzej”                                  | Nominacja   | [ 35 ]        |
| Fryderyki                                                  | 2017 | Teledysk roku                                                  | „Błysk”                                            | Nominacja   | [ 35 ]        |
| Fryderyki                                                  | 2017 | Album roku rock                                                | Błysk                                              | Nominacja   | [ 35 ]        |
| Fryderyki                                                  | 2018 | Album roku rock                                                | CDN                                                | Wygrana     | [ 36 ]        |
| Fryderyki                                                  | 2019 | Autor roku                                                     | Katarzyna Nosowska                                 | Nominacja   | [ 37 ]        |
| Fryderyki                                                  | 2019 | Album roku alternatywa                                         | Basta                                              | Wygrana     | [ 37 ]        |
| Fryderyki                                                  | 2020 | Album roku muzyka poetycka                                     | Janerka na basy i głosy                            | Nominacja   | [ 38 ]        |
| Fryderyki                                                  | 2024 | Album roku indie pop                                           | Degrengolada                                       | Nominacja   | [ 39 ]        |
| Fryderyki                                                  | 2025 | Album roku pop alternatywny                                    | Kasia i Błażej                                     | Nominacja   | [ 40 ]        |
| Fryderyki (nagrody publiczności)                           | 2020 | Nagroda publiczności                                           | „Sobie i Wam”                                      | Nominacja   | [ 41 ]        |
| Fryderyki (nagrody publiczności)                           | 2024 | Fryderykowy przebój 30-lecia                                   | „Era retuszera”                                    | Nominacja   | [ 42 ]        |
| Fryderyki (nagrody publiczności)                           | 2024 | Fryderykowy przebój 30-lecia                                   | „Kto tam? Kto jest w środku?”                      | Nominacja   | [ 42 ]        |
| Gwiazdy Plejady                                            | 2025 | Duet roku                                                      | Katarzyna Nosowska i Mikołaj Krajewski             | Nominacja   | [ 43 ]        |
| KamerTon                                                   | 2015 | Kryształowy KamerTon                                           | „Sypnij ziarnem szczerych słów”                    | Wygrana     | [ 44 ]        |
| KamerTon                                                   | 2015 | KamerTon Publiczności                                          | „Sypnij ziarnem szczerych słów”                    | Wygrana     | [ 44 ]        |
| Kobieta Roku Glamour                                       | 2008 | Piosenkarka                                                    | Katarzyna Nosowska                                 | Nominacja   | [ 45 ]        |
| Kobieta Roku Glamour                                       | 2009 | Piosenkarka                                                    | Katarzyna Nosowska                                 | Nominacja   | [ 46 ]        |
| Kobieta Roku Glamour                                       | 2010 | Piosenkarka                                                    | Katarzyna Nosowska                                 | Wygrana     | [ 47 ]        |
| Kobieta Roku Glamour                                       | 2024 | Ikona                                                          | Katarzyna Nosowska                                 | Wygrana     | [ 48 ]        |
| Kobieta Roku „Twojego Stylu”                               | 2019 | Kobieta Roku 2018                                              | Katarzyna Nosowska                                 | Wygrana     | [ 49 ]        |
| Krajowy Festiwal Piosenki Polskiej w Opolu                 | 2008 | Nagroda TVP2 za najlepsze teksty literackie w muzyce rockowej  | Katarzyna Nosowska                                 | Wygrana     | [ 50 ]        |
| Mateusze                                                   | 2008 | Muzyka rozrywkowa                                              | UniSexBlues                                        | Nominacja   | [ 51 ]        |
| Mateusze                                                   | 2012 | Muzyka rozrywkowa – wydarzenie                                 | 8                                                  | Wygrana     | [ 52 ]        |
| Międzynarodowy Festiwal Filmowy Tofifest                   | 2017 | Złoty Anioł                                                    | Katarzyna Nosowska                                 | Wygrana     | [ 53 ]        |
| Mistrzynie stylu XX-lecia „Twojego Stylu”                  | 2010 | Muzyka                                                         | Katarzyna Nosowska                                 | Wygrana     | [ 54 ]        |
| Nagrody Radia Kolor                                        | 1994 | Największa osobowość sceniczna                                 | Katarzyna Nosowska                                 | Wygrana     | [ 55 ]        |
| Nagrody „Teraz Rocka”                                      | 2011 | Panteon Teraz Rocka                                            | Hey                                                | Wygrana     | [ 56 ]        |
| Nagrody „Tylko Rocka”                                      | 1993 | Wokalistka roku                                                | Katarzyna Nosowska                                 | Wygrana     | [ 57 ]        |
| Nagrody „Tylko Rocka”                                      | 1993 | Zespół roku                                                    | Hey                                                | Wygrana     | [ 57 ]        |
| Nagrody „Tylko Rocka”                                      | 1993 | Nadzieja roku                                                  | Hey                                                | Wygrana     | [ 57 ]        |
| Nagrody „Tylko Rocka”                                      | 1993 | Płyta/kaseta roku                                              | Fire                                               | Wygrana     | [ 57 ]        |
| Nagrody „Tylko Rocka”                                      | 1993 | Przebój roku                                                   | „Dreams”                                           | Wygrana     | [ 57 ]        |
| Nagrody „Tylko Rocka”                                      | 1997 | Zespół roku                                                    | Hey                                                | Wygrana     | [ 58 ]        |
| On Air Music Awards                                        | 2025 | Rock                                                           | „Można”                                            | Nominacja   | [ 59 ]        |
| Paszporty „Polityki”                                       | 1994 | Estrada                                                        | Katarzyna Nosowska                                 | Wygrana     | [ 60 ]        |
| Paszporty „Polityki”                                       | 1995 | Estrada                                                        | Katarzyna Nosowska                                 | Nominacja   | [ 60 ]        |
| Paszporty „Polityki”                                       | 2001 | Estrada                                                        | Katarzyna Nosowska                                 | Nominacja   | [ 60 ]        |
| Paszporty „Polityki”                                       | 2022 | Kreatorka kultury                                              | Katarzyna Nosowska                                 | Wygrana     | [ 60 ]        |
| PL Music Video Awards                                      | 2018 | Alternatywa                                                    | „Ja pas!”                                          | Nominacja   | [ 61 ]        |
| PL Music Video Awards                                      | 2018 | Muzyka elektroniczna                                           | „Jeśli wiesz co chcę powiedzieć… (Zamilska remix)” | Nominacja   | [ 62 ]        |
| PlayBox                                                    | 1995 | Złota dziesiątka                                               | „Ja sowa”                                          | 5. miejsce  | [ 58 ]        |
| PlayBox                                                    | 1996 | Złota dziesiątka                                               | „List”                                             | 4. miejsce  | [ 58 ]        |
| Płyta Rocku Antyradia                                      | 2015 | Wokalistka rocku – Polska                                      | Katarzyna Nosowska                                 | Wygrana     | [ 63 ]        |
| Płyta Rocku Antyradia                                      | 2017 | Wokalistka rocku – Polska                                      | Katarzyna Nosowska                                 | Wygrana     | [ 64 ]        |
| Płyta Rocku Antyradia                                      | 2018 | Wokalistka rocku – Polska                                      | Katarzyna Nosowska                                 | Wygrana     | [ 65 ]        |
| Płyta Rocku Antyradia                                      | 2024 | Wokalistka rocku – Polska                                      | Katarzyna Nosowska                                 | Wygrana     | [ 66 ]        |
| Polsat SuperHit Festiwal                                   | 2015 | Platyna Platyn                                                 | Hey                                                | Wygrana     | [ 67 ]        |
| Przystanek Woodstock                                       | 2005 | Złoty Bączek                                                   | Hey                                                | Wygrana     | [ 68 ]        |
| Przystanek Woodstock                                       | 2017 | Złoty Bączek                                                   | Hey                                                | Wygrana     | [ 69 ]        |
| Rock Festiwal w Kielcach                                   | 1992 |                                                                | Hey                                                | 2. miejsce  | [ 70 ]        |
| Róże Gali                                                  | 2007 | Piękni zawsze                                                  | Katarzyna Nosowska                                 | Wygrana     | [ 71 ] [ 72 ] |
| Róże Gali                                                  | 2010 | Muzyka                                                         | Miłość! Uwaga! Ratunku! Pomocy!                    | Nominacja   | [ 73 ]        |
| Róże Gali                                                  | 2013 | Muzyka                                                         | 20-lecie działalności scenicznej Hey               | Nominacja   | [ 74 ]        |
| Sopot Festival                                             | 1994 | Nagroda specjalna Telewizji Polskiej za całokształt twórczości | Hey                                                | Wygrana     | [ 58 ]        |
| Soundedit                                                  | 2018 | Człowiek ze Złotym Uchem                                       | Katarzyna Nosowska                                 | Wygrana     | [ 75 ]        |
| Superjedynki                                               | 2006 | Płyta rock                                                     | Echosystem                                         | Nominacja   | [ 76 ]        |
| Superjedynki                                               | 2008 | Artysta roku                                                   | Katarzyna Nosowska                                 | Nominacja   | [ 77 ]        |
| Superjedynki                                               | 2008 | Zespół roku                                                    | Hey                                                | Nominacja   | [ 77 ]        |
| Superjedynki                                               | 2013 | SuperAlbum                                                     | Do rycerzy, do szlachty, doo mieszczan             | Nominacja   | [ 78 ]        |
| Tęczowe Laury                                              | 2000 |                                                                | Katarzyna Nosowska                                 | Wygrana     | [ 79 ]        |
| TOPtrendy                                                  | 2006 | Top                                                            | Echosystem                                         | 9. miejsce  | [ 80 ]        |
| TOPtrendy                                                  | 2009 | Top                                                            | Osiecka                                            | 5. miejsce  | [ 81 ]        |
| TOPtrendy                                                  | 2010 | Top                                                            | Miłość! Uwaga! Ratunku! Pomocy!                    | 3. miejsce  | [ 82 ]        |
| TOPtrendy                                                  | 2013 | Top                                                            | Do rycerzy, do szlachty, doo mieszczan             | 10. miejsce | [ 83 ]        |
| TOPtrendy                                                  | 2013 | Nagroda specjalna od miasta Sopot                              | Hey                                                | Wygrana     | [ 84 ]        |
| TOPtrendy                                                  | 2013 | Nagroda za całokształt twórczości od RMF FM                    | Hey                                                | Wygrana     | [ 84 ]        |
| Wdechy                                                     | 2018 | Człowiek roku                                                  | Katarzyna Nosowska                                 | Nominacja   | [ 85 ] [ 86 ] |
| Wdechy                                                     | 2018 | Wdech Publiczności                                             | Katarzyna Nosowska                                 | Wygrana     | [ 85 ] [ 86 ] |
| Yach Film                                                  | 1999 | Kreacja aktorska                                               | „4 pory”                                           | Wygrana     | [ 87 ]        |
| Yach Film                                                  | 2000 | Kreacja aktorska                                               | „Keskese”                                          | Nominacja   | [ 88 ]        |
| Yach Film                                                  | 2003 | Kreacja aktorska                                               | „Kochana” (z Renatą Przemyk)                       | Nominacja   | [ 89 ]        |
| Yach Film                                                  | 2004 | Kreacja aktorska                                               | „Mru-Mru”                                          | Wygrana     | [ 90 ]        |
| Yach Film                                                  | 2007 | Kreacja aktorska                                               | „Era retuszera”                                    | Nominacja   | [ 91 ]        |
| Yach Film                                                  | 2009 | Kreacja aktorska                                               | „Kto tam u ciebie jest?”                           | Wygrana     | [ 92 ]        |
| Złote Dzioby                                               | 2006 | Płyta roku                                                     | Echosystem                                         | Nominacja   | [ 93 ]        |
| Złote Dzioby                                               | 2007 | Wykonawca roku                                                 | Katarzyna Nosowska                                 | Wygrana     | [ 94 ] [ 95 ] |
| Złote Dzioby                                               | 2007 | Płyta roku                                                     | UniSexBlues                                        | Nominacja   | [ 94 ] [ 95 ] |
| Złote Dzioby                                               | 2010 | Zespół roku                                                    | Hey                                                | Nominacja   | [ 96 ]        |
| Złote Dzioby                                               | 2010 | Płyta roku                                                     | Miłość! Uwaga! Ratunku! Pomocy!                    | Nominacja   | [ 96 ]        |
| Złote Glany                                                | 2009 |                                                                | Katarzyna Nosowska i Hey                           | Wygrana     | [ 97 ]        |